# Закон «О контроле над химическим и биологическим оружием и запрете их военного использования»
Закон «О контроле над химическим и биологическим оружием и запрете их военного использования» (англ. Chemical and Biological Weapons Control and Warfare Elimination Act of 1991) — закон США, принятый Сто вторым Конгрессом и подписанный президентом Джорджем Бушем-старшим 4 декабря 1991 года, и направленный на стремление к согласованным на многосторонней основе усилиям с другими странами по контролю над распространением химического и биологического оружия, а также на введение односторонних санкций и поощрение международных санкций в отношении стран, которые применяют химическое или биологическое оружие в нарушение международного права или применяют смертоносное химическое или биологическое оружие против своих граждан.
Причиной принятия данного закона был риск применения химического оружия против своих граждан такими государствами, как Иран, Ирак, Сирия и Ливия. Исполнение закона о химическом оружии началось 11 июня 1993 года после подписания Биллом Клинтоном указа № 12851. Функции по определению государства, применившего химическое оружие в нарушение международного права или против собственных граждан, возложены на Государственный департамент США. В 1994 году президент США отнёс распространение химического, ядерного и бактериологического оружия к угрозам национальной безопасности, внешних сношений и экономики США. Поскольку данный указ был издан на основе закона о химическом оружии и профильного «санкционного» закона 1977 года «О международных чрезвычайных экономических полномочиях», санкции выступили инструментом для нейтрализации обозначенных угроз.

## Содержание закона
Первый раздел имеет название «Цель» и состоит из следующих целей:

1) Санкционировать санкции Соединённых Штатов и поощрять международные санкции против стран, которые применяют химическое или биологическое оружие в нарушение международного права или используют смертоносное химическое или биологическое оружие против своих собственных граждан, а также вводить санкции против компаний, которые помогают в распространении химического и биологического оружия;
2) поддерживать согласованные на многосторонней основе усилия по контролю за распространением химического и биологического оружия;
3) призвать к продолжению тесного сотрудничества с Австралийской группой и сотрудничества с другими странами-поставщиками для разработки ещё более эффективных мер контроля за передачей материалов, оборудования и технологий, применимых к производству химического или биологического оружия; а также
4) требовать от президента отчётов об усилиях, которые угрожают интересам Соединённых Штатов или региональной стабильности со стороны Ирана, Ирака, Сирии, Ливии и других стран, для приобретения материалов и технологий для разработки, производства, накопления, доставки, передачи или использования химического или биологического оружия.
Оригинальный текст (англ.)1) to mandate United States sanctions, and to encourage international sanctions, against countries that use chemical or biological weapons in violation of international law or use lethal chemical or biological weapons against their own nationals, and to impose sanctions against companies that aid in the proliferation of chemical and biological weapons;
2) to support multilaterally coordinated efforts to control the proliferation of chemical and biological weapons;
3) to urge continued close cooperation with the Australia Group and cooperation with other supplier nations to devise ever more effective controls on the transfer of materials, equipment, and technology applicable to chemical or biological weapons production; and
4) to require Presidential reports on efforts that threaten United States interests or regional stability by Iran, Iraq, Syria, Libya, and others to acquire the materials and technology to develop, produce, stockpile, deliver, transfer, or use chemical or biological weapons.
Согласно закону, когда в исполнительную власть поступает убедительная информация, указывающая на существенную вероятность того, что 28 октября 1991 года или после этой даты правительство иностранного государства произвело существенную подготовку к применению или применило химическое или биологическое оружие, президент США должен в течение 60 дней после получения такой информации исполнительной властью определить, применяло ли это государство 28 октября 1991 года или после этой даты химическое или биологическое оружие в нарушение международного права или использовало ли смертоносное химическое или биологическое оружие против своих собственных граждан.
Закон о химическом оружии включает в себя следующие санкции, с которыми может столкнуться государство, обвинённое в применении химического или биологического оружия:

А) Помощь от Международного Банка развития
Правительство Соединённых Штатов выступает против в соответствии с разделом 262d данной статьи, предоставление какой-либо ссуды или финансовой или технической помощи данной стране международными финансовыми учреждениями.
B) Банковские ссуды
Правительство Соединённых Штатов запрещает любому банку Соединённых Штатов предоставлять какие-либо кредиты и займы правительству данной страны, за исключением кредитов и займов на покупку продуктов питания или других сельскохозяйственных товаров.
C) Дальнейшие экспортные ограничения
Полномочия пункта 4605 раздела 50 должны использоваться для запрещения экспорта в данную страну всех иных товаров и технологий (за исключением продуктов питания и других сельскохозяйственных товаров и продуктов).
D) Ограничения на импорт
Ограничения должны быть наложены на ввоз в Соединённые Штаты товаров (которые могут включать нефть или любой нефтепродукт), которые выращиваются, производятся или выпускаются в данной стране.
E) Дипломатические отношения
Президент должен использовать свои конституционные полномочия для понижения или приостановления дипломатических отношений между Соединёнными Штатами и правительством данной страны.
F) Действия президента в отношении авиации
1) Президент уполномочен уведомить правительство страны, в отношении которой президент принял решение в соответствии с пунктом 5604(а) данного раздела о его намерении приостановить полномочия иностранных авиационных компаний, принадлежащих или контролируемых правительством данной страны, осуществлять иностранные воздушные перевозки в или из Соединённых Штатов.
2) В течение 10 дней после даты уведомления правительства в соответствии с подпунктом I министр транспорта должен предпринять все шаги, необходимые для приостановления в кратчайшие возможные сроки полномочий любого иностранного авиаперевозчика, прямо или косвенно принадлежащего или контролируемого правительством данной страны для осуществления зарубежных авиаперевозок в или из Соединенных Штатов, несмотря на любые соглашения, касающиеся авиаперевозок.
3) Президент может дать указание Государственному секретарю прекратить действие любого соглашения об авиасообщении между Соединенными Штатами и страной, в отношении которой президент принял решение в соответствии с пунктом 5604(а) данного раздела, в соответствии с положениями данного соглашения.
4) После прекращения действия соглашения в соответствии с настоящим пунктом министр транспорта должен предпринять такие шаги, которые могут потребоваться для отзыва в кратчайшие возможные сроки права любой иностранной авиакомпании, принадлежащей или контролируемой, прямо или косвенно, правительством данной страны для осуществления зарубежных авиаперевозок в или из Соединенных Штатов.
5) Министр транспорта может предусмотреть такие исключения из пунктов I и II, которые Государственный секретарь сочтёт необходимыми для чрезвычайных ситуаций, когда возникает угроза безопасности воздушного судна, его экипажа или пассажиров.
6) Для целей данного подпункта термины «воздушный транспорт», «авиаперевозчик», «иностранный авиаперевозчик» и «иностранная авиаперевозка» имеют значения, когда они соответствуют с пунктом 40102(а) раздела 49.
Оригинальный текст (англ.)A) Multilateral development bank assistance
The United States Government shall oppose, in accordance with section 262d of this title, the extension of any loan or financial or technical assistance to that country by international financial institutions.
B) Bank loans
The United States Government shall prohibit any United States bank from making any loan or providing any credit to the government of that country, except for loans or credits for the purpose of purchasing food or other agricultural commodities or products.
C) Further export restrictions
The authorities of section 4605 of title 50 shall be used to prohibit exports to that country of all other goods and technology (excluding food and other agricultural commodities and products).
D) Import restrictions
Restrictions shall be imposed on the importation into the United States of articles (which may include petroleum or any petroleum product) that are the growth, product, or manufacture of that country.
E) Diplomatic relations
The President shall use his constitutional authorities to downgrade or suspend diplomatic relations between the United States and the government of that country.
F) Presidential action regarding aviation
I) The President is authorized to notify the government of a country with respect to which the President has made a determination pursuant to section 5604(a) of this title of his intention to suspend the authority of foreign air carriers owned or controlled by the government of that country to engage in foreign air transportation to or from the United States.
II) Within 10 days after the date of notification of a government under subclause (I), the Secretary of Transportation shall take all steps necessary to suspend at the earliest possible date the authority of any foreign air carrier owned or controlled, directly or indirectly, by that government to engage in foreign air transportation to or from the United States, notwithstanding any agreement relating to air services.
III) The President may direct the Secretary of State to terminate any air service agreement between the United States and a country with respect to which the President has made a determination pursuant to section 5604(a)(1) of this title, in accordance with the provisions of that agreement.
IV) Upon termination of an agreement under this clause, the Secretary of Transportation shall take such steps as may be necessary to revoke at the earliest possible date the right of any foreign air carrier owned, or controlled, directly or indirectly, by the government of that country to engage in foreign air transportation to or from the United States.
V) The Secretary of Transportation may provide for such exceptions from clauses (i) and (ii) as the Secretary considers necessary to provide for emergencies in which the safety of an aircraft or its crew or passengers is threatened.
VI) For purposes of this subparagraph, the terms «air transportation», «air carrier», «foreign air carrier», and «foreign air transportation» have the meanings such terms have under section 40102(a) of title 49.
Президент США должен отменить вышеупомянутые санкции, после окончания 12-месячного периода, начинающегося с даты, когда санкции были первоначально наложены на данную страну, в случае если:

1) правительство данной страны предоставило надёжные гарантии того, что оно не будет применять химическое или биологическое оружие в нарушение международного права и не будет применять смертоносное химическое или биологическое оружие против своих собственных граждан;
2) правительство данной страны не готовится к применению химического или биологического оружия в нарушение международного права или к применению смертоносного химического или биологического оружия против своих собственных граждан;
3) правительство данной страны готово разрешить провести расследование наблюдателями Организации Объединенных Наций или другими международно-признанными объективными наблюдателями для проверки того, что оно не готовится к применению химического или биологического оружия в нарушение международного права или к применению смертоносных химических или биологических веществ против своих собственных граждан, или другими надёжными средствами, позволяющие удостовериться в том, что оно не ведёт такой подготовки;
4) правительство данной страны возместит ущерб тем, кто пострадал от любого применения химического или биологического оружия в нарушение международного права или от любого применения смертоносного химического или биологического оружия против своих собственных граждан.
Оригинальный текст (англ.)1) the government of that country has provided reliable assurances that it will not use chemical or biological weapons in violation of international law and will not use lethal chemical or biological weapons against its own nationals;
2) that government is not making preparations to use chemical or biological weapons in violation of international law or to use lethal chemical or biological weapons against its own nationals;
3) that government is willing to allow on-site inspections by United Nations observers or other internationally recognized, impartial observers to verify that it is not making preparations to use chemical or biological weapons in violation of international law or to use lethal chemical or biological weapons against its own nationals, or other reliable means exist to verify that it is not making such preparations;
4) that government is making restitution to those affected by any use of chemical or biological weapons in violation of international law or by any use of lethal chemical or biological weapons against its own nationals.